# Colin Barnett
Colin James Barnett (ur. 15 lipca 1950 w Perth) – australijski polityk Liberal Party of Australia, przywódca Partii Liberalnej w Australii Zachodniej w latach 2001-2005 i od 2008.  We wrześniu 2008 po wygranych przez Partię Liberalną wyborach w Australii Zachodniej został premierem tego stanu.
Ukończył University of Western Australia z tytułem magistra ekonomii, w późniejszym czasie pracował w Australian Bureau of Statistics oraz wykładał na Curtin University of Technology.  W 1990 został po raz pierwszy wybrany do parlamentu stanowego, po przegranych wyborach w 2001 zrezygnował z funkcji prezesa Partii Liberalnej którą objął ponownie w 2008.